# Gran Teatre del Liceu
Gran Teatre del Liceu, potocznie Liceu – teatr operowy w Barcelonie. Został otwarty 4 kwietnia 1847 i należy do ważniejszych teatrów muzycznych w Hiszpanii, jak i do większych i lepszych pod względem akustycznym scen tego typu na świecie.
W odróżnieniu od wielu teatrów operowych w Europie zbudowanych na koszt władców, Liceu został sfinansowany przez prywatnych sponsorów zgromadzonych w Stowarzyszeniu na rzecz Teatru Liceu (kat. Societat del Gran Teatre del Liceu).

## Historia
W 1837 batalion armii hiszpańskiej pod dowództwem Manuela Giberta Sansa założył w zeświecczonym klasztorze Montsió w Barcelonie Liceum Filodramatyczne Montesión. Placówka ta kształciła muzycznie swoich uczniów oraz organizowała przedstawienia oper, w których występowali wychowankowie liceum. Rok później szkoła zmieniła nazwę na Liceum Dramatyczno-Filharmoniczne im. królowej Izabeli II i była zmuszona opuścić swój dotychczasowy budynek z powodu żądań sióstr zakonnych, które odzyskały prawa do obiektu, oraz braku miejsca, by pomieścić rozrastającą się placówkę.
Szkoła nabyła wówczas budynek byłego klasztoru Trynitarzy przy głównej arterii miejskiej – La Rambla – i podjęła kroki mające na celu jego rekonstrukcję lub budowę zupełnie nowej siedziby szkoły i teatru muzycznego. Powstały dwa towarzystwa akcjonariuszy, z których członkowie jednego otrzymywali w zamian za wkład pieniężny stałe miejsca w lożach i na widowni teatru, zaś drugiego - powierzchnię użytkową w budynku (tzw. Circulo del Liceu) w celu otwarcia tam sklepów i klubów. Mimo starań o wsparcie finansowe ze strony królowej, nie przekazała ona żadnych pieniędzy na budowę i z tego powodu kierownictwo szkoły usunęło jej imię z nazwy placówki, jak i nie umieściło w budowanym teatrze loży królewskiej. Projektantem nowego budynku został Miquel Garriga i Roca, który nadzorował również prace budowlane. Trwały one od 11 kwietnia 1845 do 1847 (uroczyste otwarcie nastąpiło 4 kwietnia). Budynek został poważnie uszkodzony przez pożar, który wybuchł 9 kwietnia 1861. Odbudową kierował architekt Josep Oriol Mestres. Otwarcie nowego budynku miało miejsce 20 kwietnia 1862. Ze starego obiektu została tylko fasada, główna hala wejściowa oraz część foyer.
7 listopada 1893, w czasie przedstawienia Wilhelma Tella anarchista Santiago Salvador dokonał w Liceu zamachu z użyciem dwóch bomb Orsiniego. Chociaż wybuchła tylko jedna z nich, zginęło 20 przypadkowych widzów, zaś 35 osób zostało rannych. Po tej tragedii teatr był zamknięty do 18 stycznia 1894, a jeszcze przez wiele lat zwyczajowo nie sprzedawał biletów na miejsca zajmowane w momencie ataku przez jego ofiary.
W 1909 dokonano konserwacji części dekoracji wnętrza teatru. W latach 20. XX wieku Liceu ugruntował swoją pozycję wśród teatrów operowych na świecie. Występowali w nim najsłynniejsi soliści tamtych czasów oraz słynne zespoły, takie jak Ballets Russes Diagilewa. W czasie hiszpańskiej wojny domowej teatr przeżywał poważne trudności finansowe i mógł kontynuować pracę tylko dzięki wsparciu rady miejskiej Barcelony. Został na krótko znacjonalizowany pod nazwą Narodowego Teatru Katalonii, jednak już w 1939 wrócił do dawnych właścicieli.
Lata 1940–1960 były ponownie udane; Liceu cieszyło się wysoką renomą w świecie operowym. W 1955 gościł festiwal wagnerowski odbywający się do tej pory wyłącznie w Bayreuth. Koniec prosperity przyniósł kryzys ekonomiczny lat 70., kiedy prywatni właściciele Liceu nie byli w stanie finansować działalności opery na dotychczasowym poziomie. Aby zachować prestiż teatru, w 1981 Towarzystwo na rzecz Teatru Liceu w porozumieniu z radą miejską Barcelony i autonomicznym rządem Katalonii założyło Konsorcjum Teatru Liceu. Było ono w stanie w ciągu kilku lat przywrócić Liceu jego dawną świetność.
31 stycznia 1994 w czasie rutynowej konserwacji kurtyny i urządzeń technicznych teatru doszło do pożaru, który zniszczył niemal cały gmach. Podobnie jak po pożarze z 1861, ocalała jedynie fasada, foyer oraz część hali wejściowej. Dzięki pomocy licznych ofiarodawców prywatnych oraz instytucji do 1999 udało się zakończyć odbudowę, w czasie której zachowano dawny układ i wystrój teatru. W czasie odbudowy teatr przeszedł na własność państwa, a jego formalnym zarządcą została Fundacja Teatru Liceu. Doszło do tego mimo protestów części dawnych właścicieli, którzy jednak przegrali stosowny proces sądowy. Otwarcie odbudowanego pod nadzorem Ignasiego de Sola-Moralesa budynku nastąpiło 7 października 1999 wystawieniem Turandot.
Obecny budynek Liceu mieści się przy La Rambla, w rzędzie domów z XIX i XX wieku. Jego fasada jest modernistyczna, z trzema półkolistymi oknami na drugiej kondygnacji i rzędem mniejszych okien o tym samym kształcie na kolejnej. Przestrzenie między oknami wypełniają półkolumnny. Opera posiada oprócz sali głównej salę kameralną, salę przesłuchań oraz imponujący hall (Sala Lustrzana) z wizerunkami kompozytorów i śpiewaków operowych. Część z 2292 foteli w sali głównej zawiera monitory, na których widzowie mogą czytać w języku katalońskim, hiszpańskim lub angielskim transkrypcję libretta wystawianej opery. Maksymalne wymiary półkolistej sali wynoszą 33 i 27 metrów.
Obecnie Liceu rzadko przygotowuje własne produkcje; stały zespół teatru składa się z chóru i orkiestry, główne role w wystawianych operach wykonują najczęściej osobno zapraszani śpiewacy. Do 1990 teatr posiadał balet. Na barcelońskiej scenie najczęściej wystawiane są klasyczne dzieła Giuseppe Verdiego (najczęściej wystawiany autor), Richarda Wagnera, Gaetana Donizettiego, Vincenza Belliniego, Giacoma Pucciniego, Richarda Straussa i Wolfganga Amadeusa Mozarta. W przeszłości Liceu wystawiał również taniec klasyczny, zwykłe przedstawienia teatralne, zarzuelę czy nawet pokazy iluzjonistów. Z teatrem związane jest Konserwatorium Muzyczne Liceu. Obecnie teatr jest jednym z najznakomitszych teatrów operowych świata, obok m.in. Metropolitan Opera w Nowym Jorku, Teatro alla Scala w Mediolanie i Royal Opera House w Londynie.